# NGC 698
NGC 698 é uma galáxia espiral barrada (SBab) localizada na direcção da constelação de Fornax. Possui uma declinação de -34° 49' 53" e uma ascensão recta de 1 horas, 49 minutos e 43,6 segundos.
A galáxia NGC 698 foi descoberta em 29 de Novembro de 1837 por John Herschel.